# Pedrie Wannenburg

a Compétitions nationales et continentales officielles uniquement.

b Matchs officiels uniquement.
Dernière mise à jour le 18 août 2020.
Pedrie Wannenburg, né le 2 janvier 1981 à Nelspruit, en Afrique du Sud et mort le 22 avril 2022 à Houston, aux États-Unis, est un joueur sud-africain de rugby à XV, évoluant au poste de troisième ligne (1,95 m pour 112 kg).

## Biographie
Formé au Bulls où il remporte deux fois le Super 14 en 2007 et en 2009, il rejoint ensuite la province irlandaise de l'Ulster où il fut finaliste de la Coupe d'Europe en 2012. 
Puis, il rejoint le Castres olympique, dans le sud du Tarn. Au stade de France, à Saint-Denis, avec Castres, il est champion de France Top 14 en 2013 et soulève le Bouclier de Brennus. Il est aussi vice-champion de France 2014. 
Pedrie Wannenburg est ensuite recruté par l'US Oyonnax en Pro D2. 
Il finit sa carrière outre-Atlantique à Denver et Austin. Il trouve la mort dans un accident de voiture à un carrefour de Houston, aux États-Unis, le 22 avril 2022. Sa femme et ses enfants, qui étaient dans le véhicule, ont survécu.

## Palmarès
Avec l'Ulster Rugby
- Coupe d'Europe :
  - Finaliste (1) : 2012

Avec le Castres olympique
- Championnat de France de Top 14 :
  - Champion (1) : 2013
  - Finaliste (1) : 2014

Avec les Bulls
- Super 14 :
  - Champion (2) : 2007 et 2009

Avec le Stampede de Denver
- PRO Rugby :
  - Champion (1) : 2016

### En équipe nationale d'Afrique du Sud
Il a effectué son premier test match contre l'équipe de France en 2002.

## Matchs joués en club et sélection
- 106 matchs de Super 12/14
- 20 sélections avec les Springboks d'Afrique du Sud